# Хир
Хир (Кир, крим. Qır) — гора в Криму на південних відрогах Ай-Петринської яйли.

## Опис
Висота 651 м. Вершина і схили вкриті лісом.
Вершини гір Хир та Ізмолос знаходяться поблизу. Між цими горами виявлена стоянка неоліту.
Власне вниз від Ай-Петринської яйли до Кацівелі розташовано вервечкою три гори: Пиляки (850 м.), Ізмолос (717 м.), Хир (651 м.).